# Fundación Giovanni Agnelli

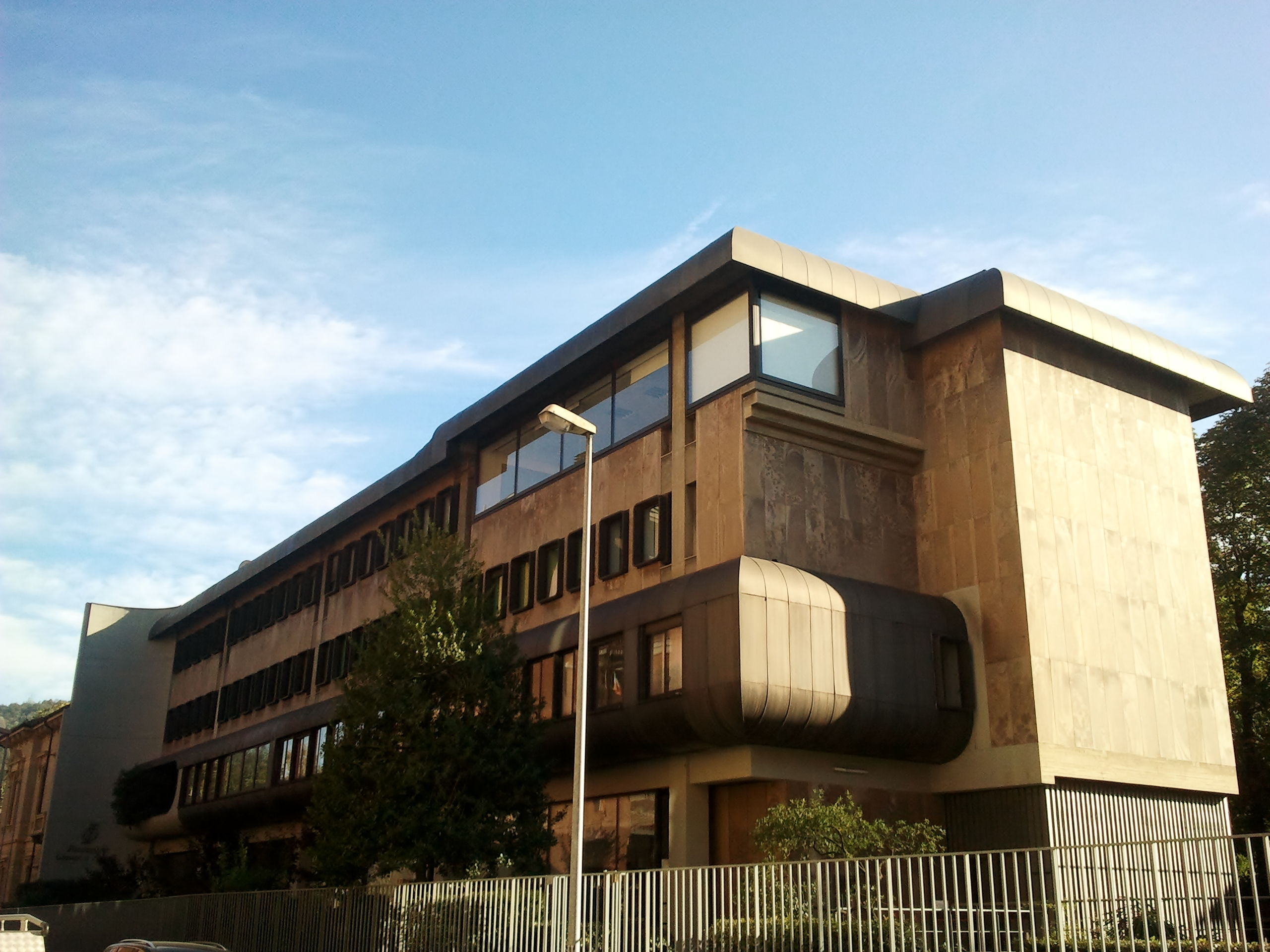
Sede de la Fundación Giovanni Agnelli en Turín.

La Fundación Giovanni Agnelli es un instituto de investigación en ciencias sociales, fundada en 1966 en Turín por el Grupo Fiat e IFI  para honrar el centenario del nacimiento del fundador del grupo industrial, el senador Giovanni Agnelli.
La fundación no tiene ánimo de lucro y tiene como misión profundizar y difundir a través de investigaciones, seminarios y publicaciones, las condiciones que contribuyen al desarrollo económico, social, cultural y tecnológico, así como el trabajo en apoyo de la investigación científica.
Desde 2008, la fundación ha decidido centrar sus esfuerzos de investigación sobre cuestiones de la escuela y la educación. Realiza un informe anual sobre el estado de la escuela en Italia.
La Fundación Giovanni Agnelli es miembro del Centro Europeo de Fundaciones.

## Publicaciones
Eduscopio es la clasificación anual de los mejores institutos italianos. La clasificación se elabora en función de los resultados universitarios (exámenes realizados y nota media) y laborales (tasa de empleo y coherencia entre estudios y trabajo) un año después de la graduación.
Esto penaliza a los institutos que tienen como salida preferente los estudios universitarios y, por tanto, tienen salida laboral tres o más años después de graduarse.